# Edler & Krische

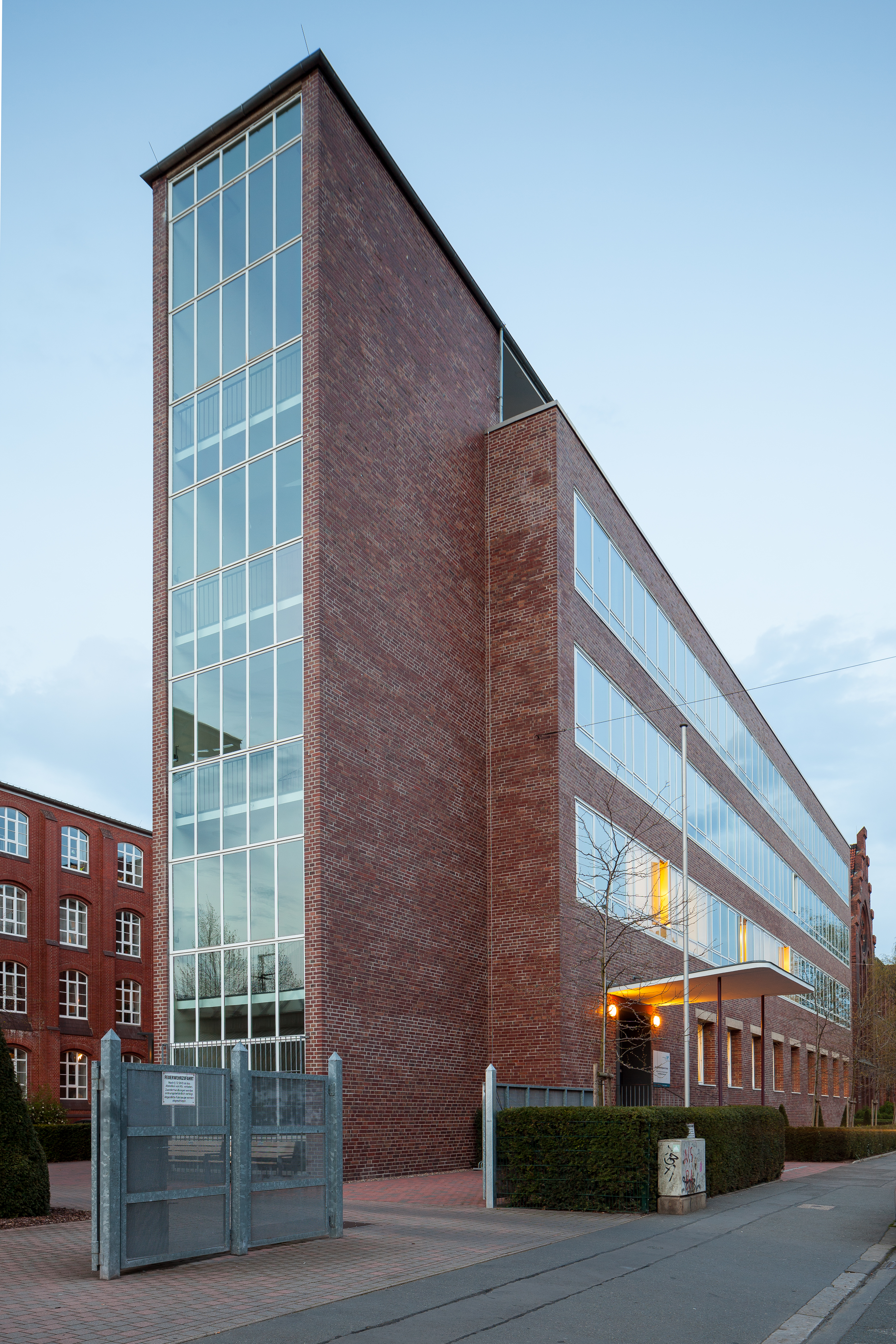
Der 1951 von Ernst Zinsser in der Kestnerstraße errichtete Verwaltungs-Neubau von E & K

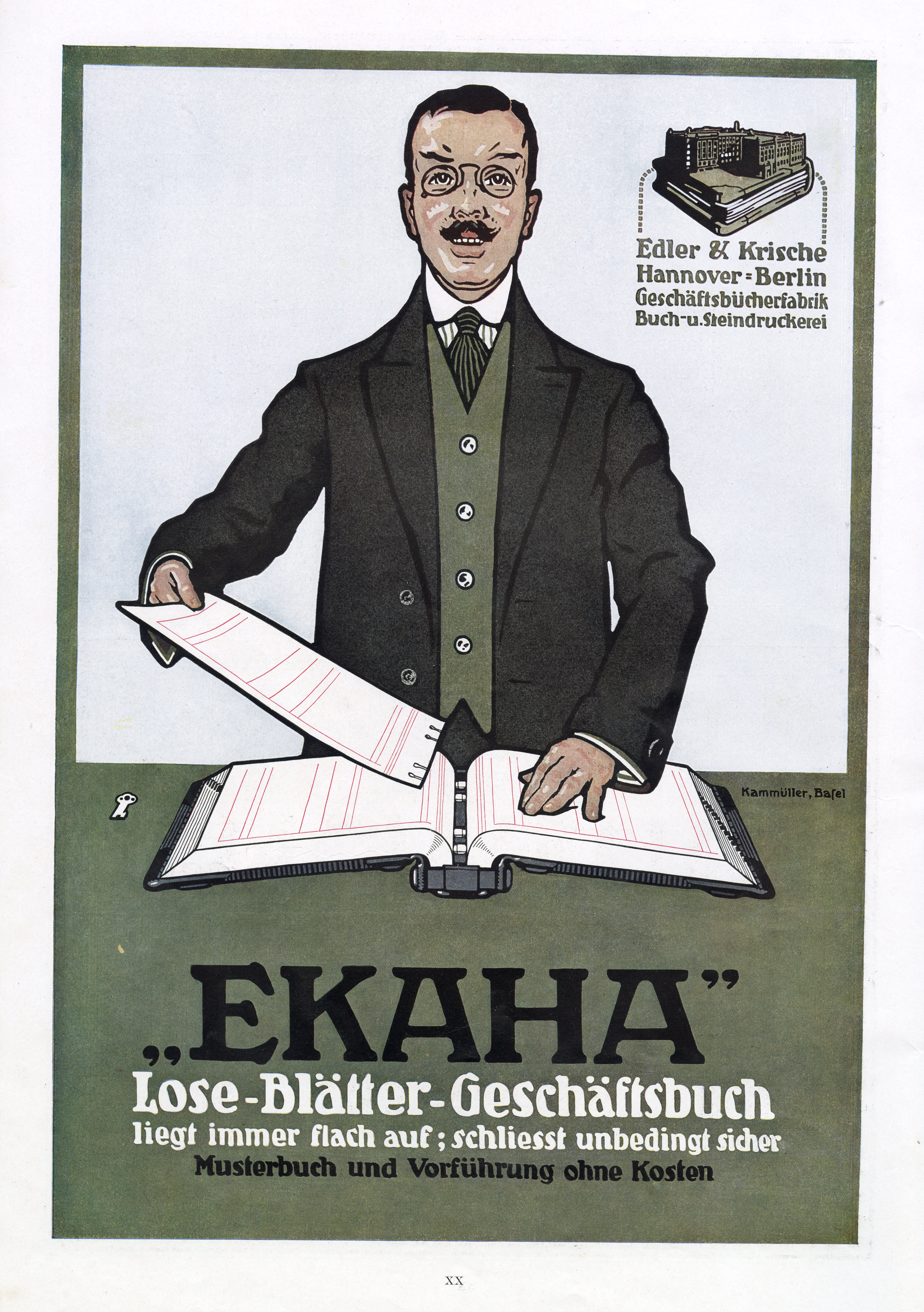
Auf das wesentliche reduzierte Darstellung zur Handhabung eines „„EKAHA“ Lose-Blätter-Geschäftsbuch[es]“ durch einen „Beamten“ (Angestellten);
plakative Illustration von Paul Kammüller; Illustrirte Zeitung, 1911; rechts oben die Fabrikanlagen des Unternehmens auf einem überdimensionalen Geschäftsbuch nach Entwurf von Hermann Wöbbeking

Die Geschäftsbücherfabrik Edler & Krische in Hannover, kurz auch Edler & Krische mit den Initialen E & K H und dem späteren Firmenlogo EKAHA, war eine im 19. Jahrhundert gegründete, international agierende Druckerei und Geschäftsbücher-Fabrik. Sie ging Ende des 20. Jahrhunderts in der seinerzeit mit Hauptsitz in Stuttgart tätigen Gruppe der Bürobedarfshersteller Esselte Leitz auf.

## Geschichte
Nachdem im Zuge der Industrialisierung des Königreichs Hannover im Jahr 1845 vor den Toren der Residenzstadt die Cichorienfabrikanten Johann Christoph König und Heinrich Ebhardt die Geschäftsbücherfabrik König & Ebhardt (K & E) gegründet hatten, gründeten deren Prokuristen August Edler (* 11. Februar 1826 in Eldagsen; † 7. Mai 1894 in Hannover) und Bernhard Krische (* 22. Januar 1838 in Göttingen; † 5. September 1894 in Hannover) im Jahr 1856 ihre eigene, zu K & E konkurrierende Geschäftsbücherfabrik unter den Namen Edler & Krische.
Obwohl der Begriff des Markenartikel Mitte des 19. Jahrhunderts noch unbekannt war, versahen die beiden Geschäftsleute ihre im eigenen Hause produzierten Artikel „mit einem markenähnlichen Wappenzeichen“ und den Initialen E & K H. Spätere Erzeugnisse, die mit dem weiterentwickelten Firmenlogo EKAHA versehen waren, wurden im Inland vertrieben und auch exportiert.
Nach dem Tod der beiden Firmengründer im Jahr 1894 bezog das Familienunternehmen kurz darauf im Jahr 1896 einen firmeneigenen Neubau in der Kestnerstraße in der Südstadt von Hannover.
Rund ein halbes Jahrhundert nach seinem Umzug wurden die Fabrikgebäude in den 1940er Jahren zum Ziel der Fliegerbomben während der Luftangriffe auf Hannover im Zweiten Weltkrieg.
In der Nachkriegszeit erfolgte an Stelle der Firmenruine im Jahr 1951 ein Neubau nach Plänen des Architekten Ernst Zinsser.
Bis 1973 lag das Eigentum der Firma Edler & Krische in Familienbesitz, bevor es von dem schwedischen Unternehmen Esselte erworben wurde. Nachdem dieses wenig später im Jahr 1978 auch die US-amerikanische Firma Dymo übernommen hatte, firmierte das Unternehmen mit seinem nunmehr erheblich erweiterten Portfolio an Bürobedarfs-Artikeln als Esselte Dymo. Knapp zwei Jahrzehnte später fand sich im Adressbuch der Stadt Hannover des Jahres 1996 für den Standort in der niedersächsischen Landeshauptstadt der einschränkende Zusatz „Formulardruckerei“. Im Folgejahr 1997 übersiedelte der Geschäftsbetrieb in die Anderter Straße nach Misburg. Nachdem kurz darauf die Esselte Dymo mit der Esselte Leitz GmbH & Co. KG mit Sitz in Stuttgart verschmolzen wurde, wurde im Jahr 2000 der Rechtsnachfolger der hannoverschen Firma Edler & Krische im Handelsregister bei Amtsgericht Hannover gelöscht.

## Galerie

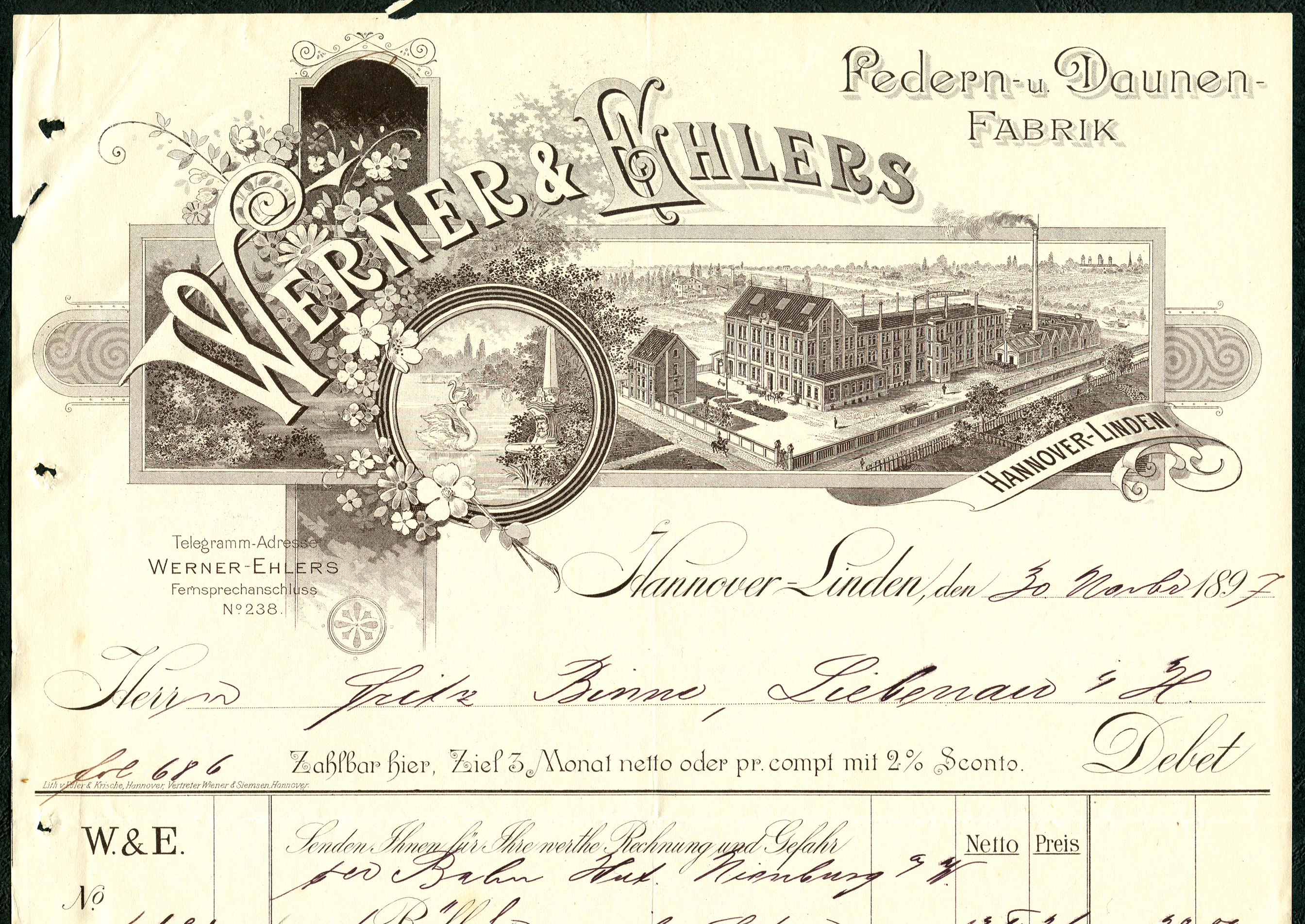
Briefkopf der Bettfedernfabrik Werner & Ehlers, 1890er Jahre
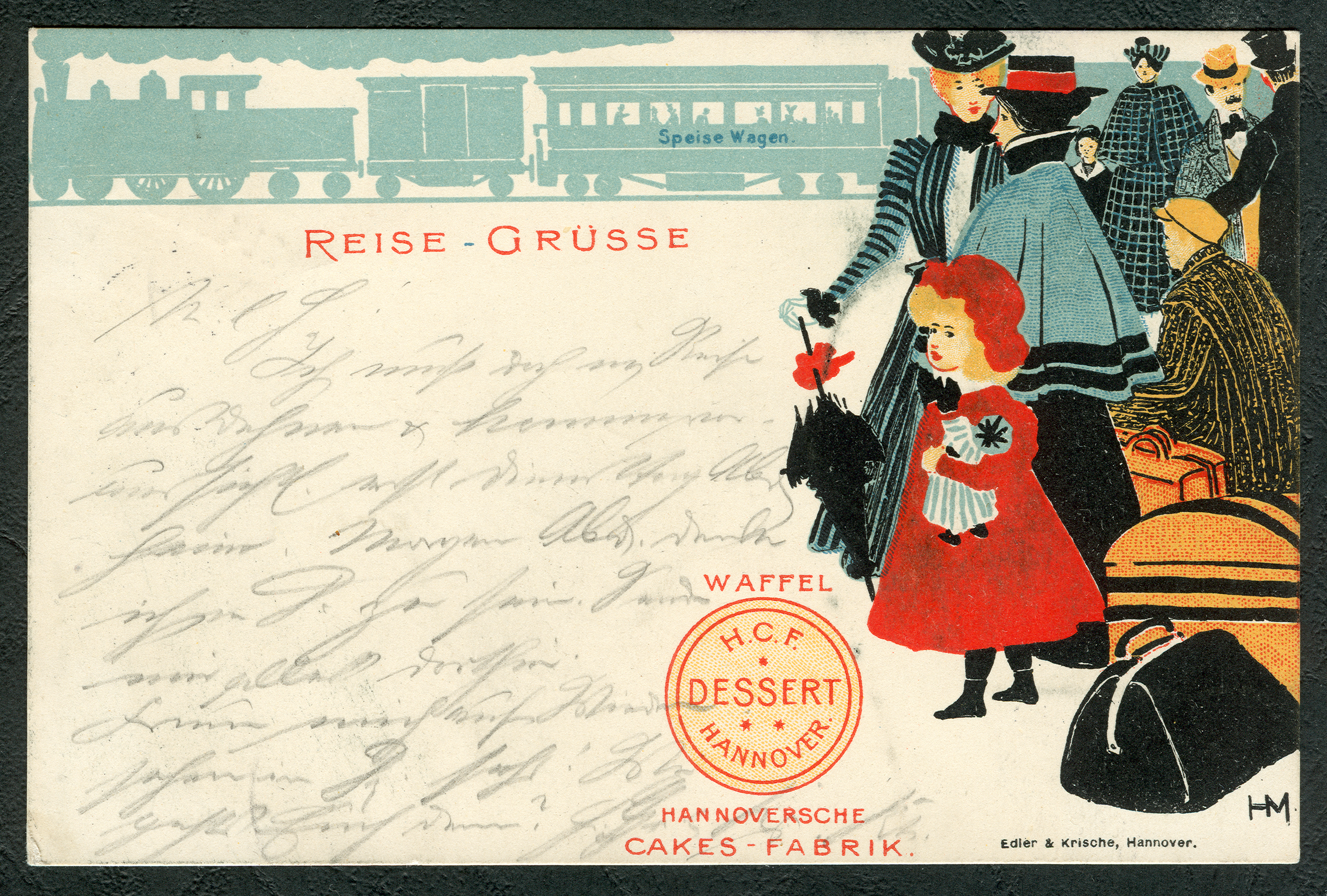
Vielfarbig gedruckte Künstlerkarte von Heinrich Mittag für Bahlsen, um 1898
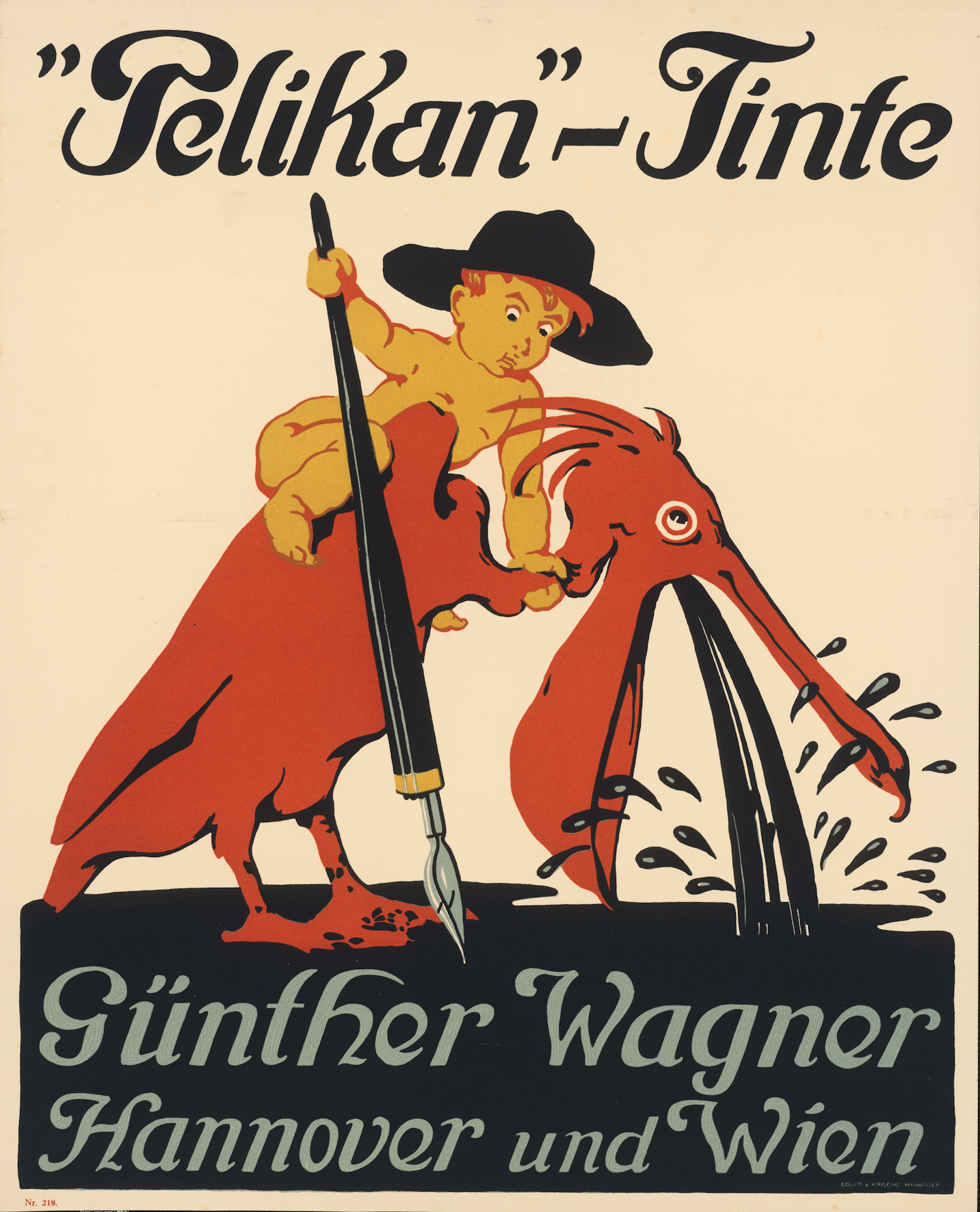
Plakat für Pelikan-Tinte von Siegmund von Suchodolski um 1909
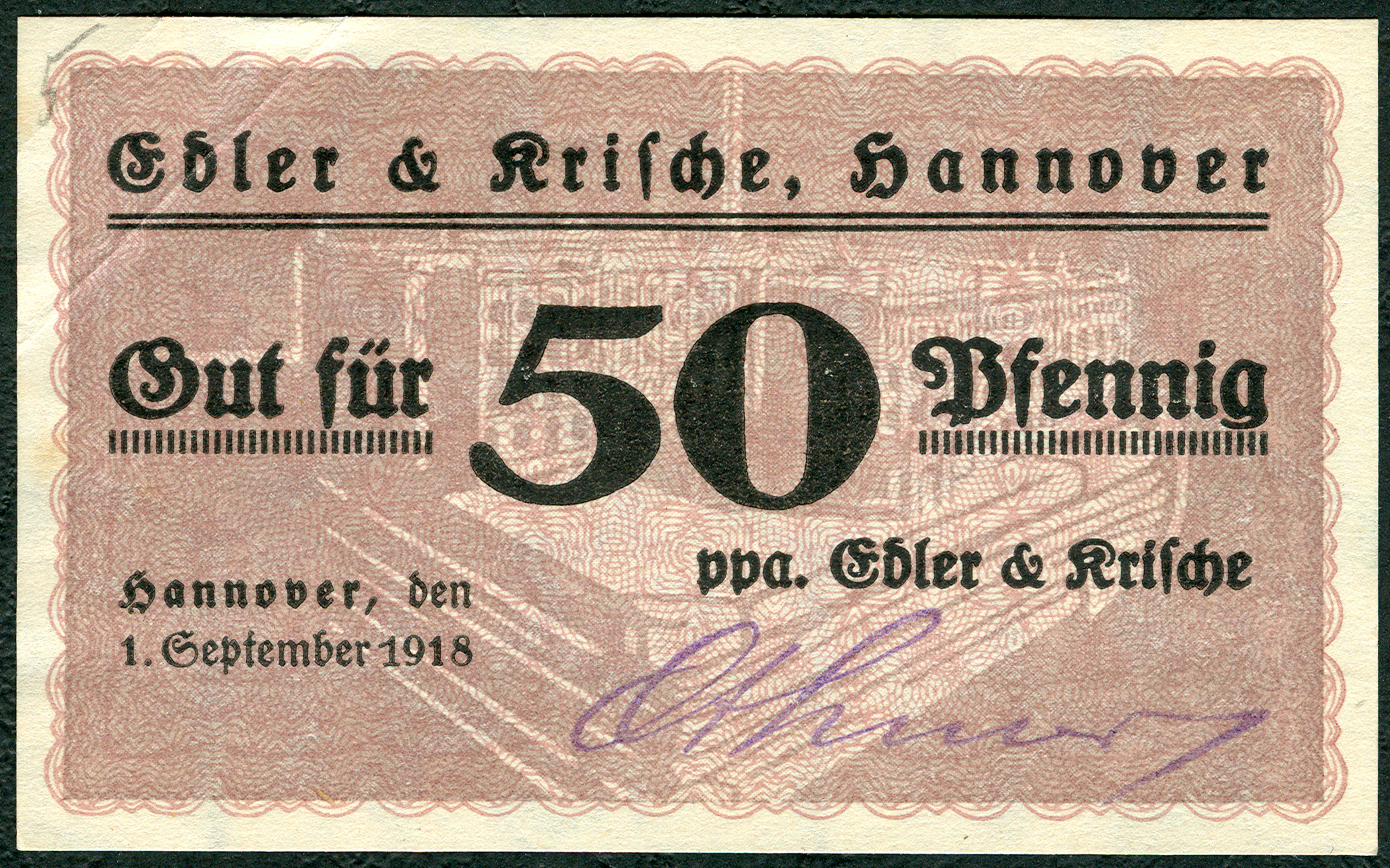
Notgeld von 1918 für die auf dem Firmengelände eingerichtete Lebensmittel-Verkaufsstelle mit Signatur des Prokuristen Edo Othmer